# Cybister fumatus
Cybister fumatus är en skalbaggsart som beskrevs av Sharp 1882. Cybister fumatus ingår i släktet Cybister och familjen dykare. Inga underarter finns listade i Catalogue of Life.